# Osmanbükü, İncirliova
Osmanbükü là một xã thuộc huyện İncirliova, tỉnh Aydın, Thổ Nhĩ Kỳ. Dân số thời điểm năm 2010 là 1.088 người.